# Pinillos
Pinillos é um município da Espanha 
na província e comunidade autónoma de La Rioja, de área 11,81 km² com população de 22 habitantes (2004) e densidade populacional de 1,86 hab/km².

## Demografia
| Variação demográfica do município entre 1991 e 2004 | Variação demográfica do município entre 1991 e 2004 | Variação demográfica do município entre 1991 e 2004 | Variação demográfica do município entre 1991 e 2004 |
| --------------------------------------------------- | --------------------------------------------------- | --------------------------------------------------- | --------------------------------------------------- |
| 1991                                                | 1996                                                | 2001                                                | 2004                                                |
| 26                                                  | 31                                                  | 29                                                  | 22                                                  |